# 避妊パッチ
避妊パッチ（ひにんパッチ、英: Birth control patch）は、パッチとも呼ばれ、妊娠を防ぐために皮膚に貼る経皮吸収型製剤である。効果は経口避妊薬と同等である。その他の利点には、生理がくる日が分かる、ニキビの改善、月経前症候群の軽減、などがあげられる 。通常、1週間に1枚ずつ3週間にわたり使用され、その後1週間休むが、3週間以上続けて使用されることもある。パッチの使用中止後、約4カ月で生殖能力は正常に戻る。
一般的な副作用には、頭痛、乳房の痛み、吐き気、などがあげらる。肝臓に問題がある人、前兆を伴う片頭痛のある人、血栓のリスクがある人への使用は推奨されない。35歳以上の喫煙者は血栓のリスクがある人の中に含まれる。体重が90キログラム (200 lb)以上、または、BMI≥30kg/m2の人への使用は効果が減少する。作用機序は、エストロゲンとプロゲストーゲンというホルモンの一種を放出することで、排卵を防ぎ、頸管粘液を変化させる。
避妊パッチが医薬品として承認されたのは、米国では2001年、欧州では2002年である。種類としては、ノルエルゲストロミン・エチニルエストラジオール（商品名：オーソエブラ、エブラ、Xulane）、または、レボノルゲストレル・エチニルエストラジオール（商品名：Twirla）がある。後発医薬品版は2014年から入手できるようになった。米国では妊娠を望まない女性の約0.4％がパッチを使用している。2024年時点の米国での価格は、1か月分約35米ドルである。